# Erin Cottrell
Erin Cottrell (née à Yardley en Pennsylvanie le 24 août 1975) est une actrice américaine qui a joué le rôle de Missie LaHaye dans cinq des huit films de la série À la conquête d'un cœur.
Elle prête également sa voix à Delilah Copperspoon dans les extensions La Lame de Dunwall et Les Sorcières de Brigmore du jeu vidéo Dishonored, puis, dans la suite Dishonored 2.

## Filmographie
| Année | Titre                    | Rôle              |
| ----- | ------------------------ | ----------------- |
| 2001  | WatchUsDie.com           | Constance Mercado |
| 2003  | La blonde contre-attaque |                   |
| 2014  | The Identical            | Jenny O'Brien     |

| Année     | Titre                                | Rôle                           |
| --------- | ------------------------------------ | ------------------------------ |
| 2000      | Strangers with Candy                 | Membre de l'équipe de relais   |
| 2000-2001 | La Force du destin                   | Marilyn                        |
| 2001      | Ed                                   | Amanda Bays                    |
| 2001-2002 | Haine et Passion                     | Camille Baptiste               |
| 2005      | La Petite Maison dans la prairie     | Caroline Ingalls               |
| 2005      | Faith of My Fathers                  | Carol McCain                   |
| 2005      | Urgences                             | Claire                         |
| 2005      | Love's Long Journey                  | Missie La Haye                 |
| 2006      | Love's Abiding Joy                   | Missie La Haye                 |
| 2007      | Numbers                              | Caroline Williams              |
| 2007      | Love's Unending Legacy               | Missie La Haye                 |
| 2007      | Les Experts : Manhattan              | Patty Nelson                   |
| 2007      | Cold Case : Affaires classées        | Marie-Anne Clayton (1942-1944) |
| 2007      | Love's Unfolding Dream               | Missie Tyler                   |
| 2008      | Médium                               | Madeline McKenzie              |
| 2009      | Meteor : Le Chemin de la destruction | Chelsea Hapscomb               |
| 2009      | Love Takes Wing                      | Missie Tyler                   |
| 2011      | NCIS : Enquêtes spéciales            | Emma Reynolds                  |
| 2012      | The Glades                           | Leslie Vonn                    |

| Année | Titre                                        | Rôle                 |
| ----- | -------------------------------------------- | -------------------- |
| 2011  | Might and Magic: Heroes VI                   | Elisabeth            |
| 2012  | Kingdom Hearts 3D: Dream Drop Distance       | Quorra               |
| 2012  | Starhawk                                     | Tilly                |
| 2012  | Dishonored                                   | Delilah Copperspoon  |
| 2014  | WildStar                                     | Cassian, Mechari     |
| 2015  | Final Fantasy Type-0 HD                      | Caetuna              |
| 2015  | Disney Infinity 3.0                          | Quorra               |
| 2016  | Dishonored 2                                 | Delilah Copperspoon  |
| 2016  | Final Fantasy XV                             | Voix supplémentaires |
| 2017  | Kingdom Hearts HD 2.8 Final Chapter Prologue | Quorra               |
| 2017  | For Honor                                    | Mercy                |
| 2020  | Remake de Final Fantasy VII                  | Scarlet              |